# Rocky III (colonna sonora)
| Recensione | Giudizio |
| ---------- | -------- |
| AllMusic   |          |

Rocky III è un album contenente la colonna sonora del film omonimo, pubblicato nel 1982, in concomitanza con l'uscita della pellicola nelle sale cinematografiche. Le musiche furono curate da Bill Conti, che aveva già lavorato ai precedenti film della saga, Rocky (1976) e Rocky II (1979).
La colonna sonora è famosa soprattutto per il singolo Eye of the Tiger dei Survivor, che fu il tema portante del film e che quell'anno scalò le classifiche musicali di tutto il mondo.

## Tracce
1. Eye of the Tiger – 3:53 – Survivor
2. Take You Back (Tough Gym) – 1:48
3. Pushin' – 3:11
4. Decision – 3:22
5. Mickey – 4:40
6. Take You Back – 3:40
7. Reflections – 2:05
8. Gonna Fly Now – 2:50
9. Adrian – 1:42
10. Conquest – 4:45

La versione di Eye of the Tiger inclusa nel film differisce leggermente da quella originale in quanto presenta i ruggiti di una tigre. La colonna sonora non include la versione strumentale della canzone suonata mentre Rocky si allena nella vecchia palestra di Apollo.

## Crediti
- Frank Stallone – voce (tracce 2, 3, 6)
- Ray Pizzi – sassofono (traccia 3)
- Jerry Hey – tromba (traccia 3)
- Vincent DeRosa – corno francese (traccia 5)
- Mike Lang – pianoforte (traccia 5)
- DeEtta Little, Nelson Pigford – voci (traccia 8)

## Classifiche
| Classifica (1982) | Posizione massima |
| ----------------- | ----------------- |
| Australia         | 13                |
| Canada            | 27                |
| Francia           | 3                 |
| Germania          | 36                |
| Norvegia          | 5                 |
| Regno Unito       | 42                |
| Stati Uniti       | 15                |
| Svezia            | 9                 |